# Teucholabis (Teucholabis) desdemona
Teucholabis (Teucholabis) desdemona is een tweevleugelige uit de familie steltmuggen (Limoniidae). De soort komt voor in het Neotropisch gebied.